# ダッチ・シェパード
ダッチ・シェパード（英：Dutch Shepherd）とは、オランダ原産の牧羊犬種である。現地に古くから存在する犬種で、ジャーマン・シェパード・ドッグやベルジアン・シェパード・ドッグとも近い関係にある。19世紀末、独立の犬種として維持する意識がオランダ国内で高まり、犬種クラブが結成されるとともに、ジャーマン・シェパードやベルジアン・シェパードとの差別化が図られ、「ブリンドル」のみを毛色として認めることとなった。ブリンドルであれば、さまざまな毛の長さが認められ、現在ではショートヘアード、ロングヘアード、ラフヘアード（コースヘアード）の3種に分類されている。

## 歴史
ダッチ・シェパード・ドッグは、ドイツ・オランダ・ベルギーのあたりに古くから存在していた牧羊犬を先祖とする。19世紀後半以降、各国独自の犬種を確立する機運が高まり、オランダでもオランダ独自の犬種を作出するべく、1898年にダッチ・シェパード・クラブが結成された。はじめ、ダッチ・シェパード・とジャーマン・シェパード・ドッグ、ベルジアン・シェパード・ドッグは非常に似通っていたが、それぞれ独自性を高めるために差別化が図られたダッチ・シェパードは「ブリンドル」が特色とされ、1914年にはブリンドル以外の毛色の個体は同クラブの公認が得られなくなった。その後、遺伝子の多様性を増すために他の毛色が認められた時期もあるが、196年代以降、再度、ブリンドルのみを認めることとなった。一方、ドイツで改良が進んだジャーマン・シェパード・ドッグは大型化が進んだため、現在のジャーマン・シェパードはダッチ・シェパードやベルジアン・シェパードよりやや大きい。

## 特徴

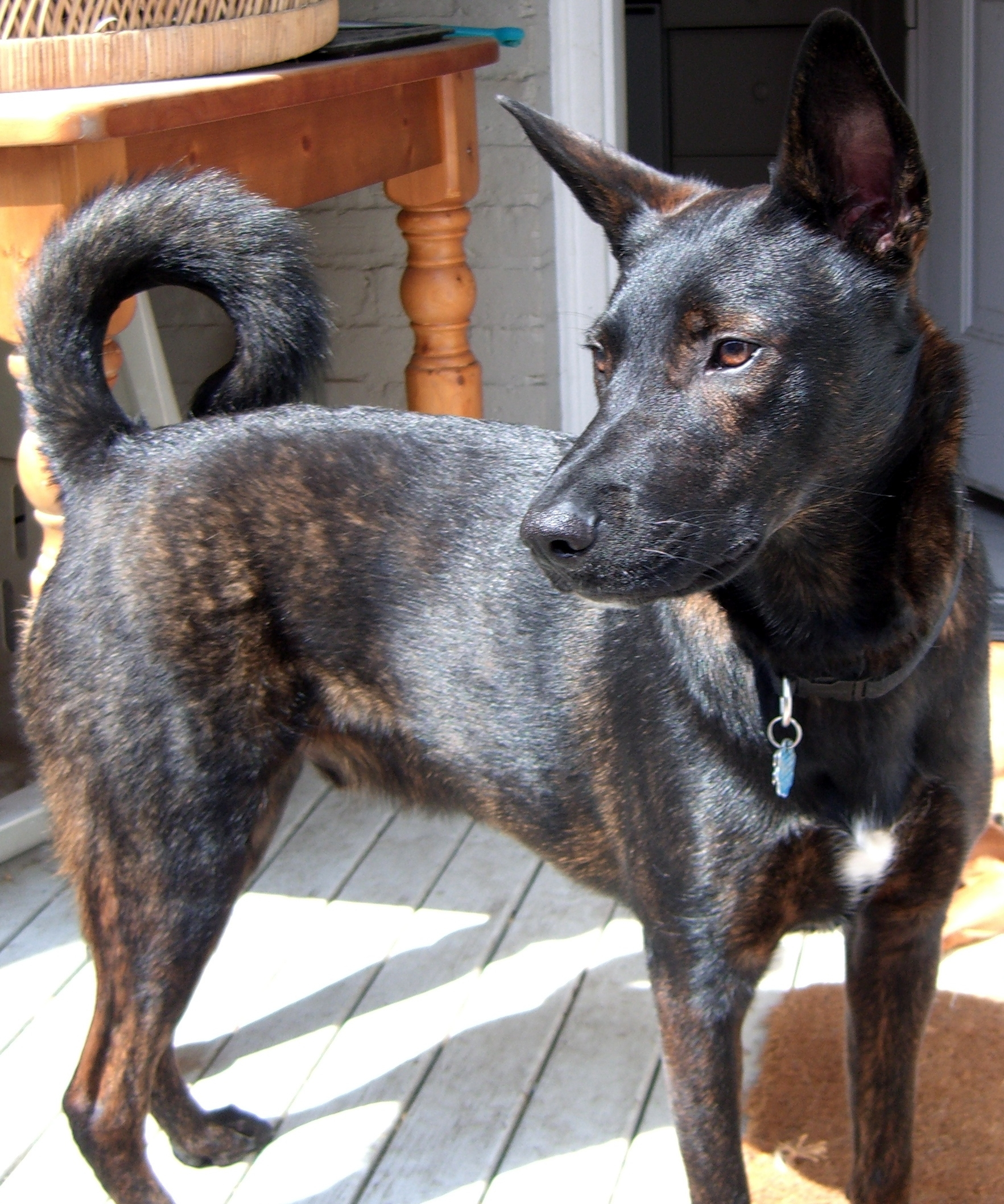
ショートヘアード・ダッチ・シェパード

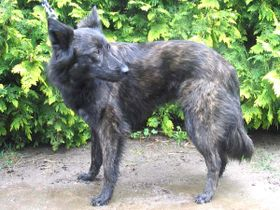
ロングヘアード・ダッチ・シェパード

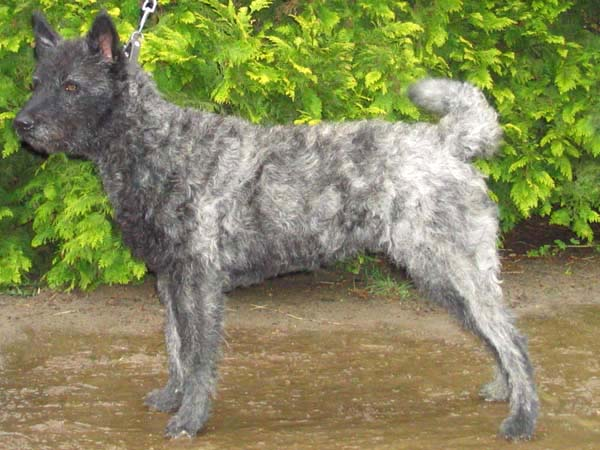
コースヘアード・ダッチ・シェパード

ダッチ・シェパードは作業犬としての能力が高く、猟犬や番犬、牛追い等の他、警察犬や軍用犬、盲導犬、災害救助犬などとして活躍しているが、扱いやすい性格で家庭犬としても向いている。体高55〜62cm、体重29.5〜30.5kgの大型犬で、身体能力は高く、運動量も多い。ドッグスポーツにも適している。
容姿は整っていて脚が長く、引き締まった体つきをしている。脚は長く、耳は立ち耳で尾はサーベル形の垂れ尾。毛色は金や銀を基本色とするブリンドル（斑入り）である。上毛は硬め、下毛は羊毛状の二重のコートを持ち、防寒性が高く雨天にも対応できる。毛の長さによってショートヘア、ロングヘア、ラフヘア（コースヘア）の3種がある。ショートヘアは、他の2種より手入れがしやすく、もっとも人気のある種で、飼育頭数はロングヘアの倍ほどになる。ロングヘアは美しいロングコートを持ち、たてがみや後ろ脚の飾り毛が特徴的である。コートの手入れが大変なため、一時期は飼育頭数が減少し、絶滅が危惧された。ラフヘアードはデズモンド・モリスによれば最も古い種類というが、現在の飼育頭数は少なく、希少な存在である。硬い、ごわごわのワイアーヘアを持ち、豊かな口ひげもある。ドッグショーでは3種に分かれて審査されるが、国によっては、毛の長さの異なる個体の交配を認めている。
性格は忠実で状況判断力に富み、人懐こく真面目で友好的である。